# ATP Cup
ATP Cup var en internationell tennisturnering som spelades mellan 2020 och 2022 mellan olika nationer. Den spelades utomhus på hard court. Turneringen spelades i tre australiska städer under 10 dagar inför starten av Australiska öppna. I turneringen deltog det lag från 24 länder.
ATP Cup innebar en återkomst för lagtävlingar i ATP som den första tävlingen sedan World Team Cup, som hölls i Düsseldorf mellan 1978 och 2012. Den första turneringen hölls mellan den 3–12 januari 2020 och spelades i Brisbane, Perth, och Sydney. Sydney var värdstad för samtliga tre finaler mellan 2020 och 2022.
Den 7 augusti 2022 meddelade Tennis Australia att ATP Cup skulle sluta arrangeras och istället ersättas av United Cup med start 2023.

## Finaler
| År   | Mästare  | Tvåa    | Resultat |
| ---- | -------- | ------- | -------- |
| 2020 | Serbien  | Spanien | 2–1      |
| 2021 | Ryssland | Italien | 2–0      |
| 2022 | Kanada   | Spanien | 2–0      |